# Досиета от Рая
Досиетата от Рая (на английски: Paradise Papers) е набор от 13,4 милиона поверителни документа, документиращи избягване на данъци, изтекли публично на 5 ноември 2017 г. Документите са разкрити от Зюддойче Цайтунг. Немският вестник ги споделя с Международния консорциум на разследващите журналисти, с когото заедно разследва случая. Повечето документи произхождат от офшорната адвокатска кантора Апелби (Appelby), от доставчиците на финансови услуги Естера (Estera) и Азиасити Тръст (Asiaciti Trust), както и от бизнес регистрите на 19 юрисдикции.
В повечето случаи това е данъчно планиране, което е използването на правни инструменти или юридически такси за намаляване на данъчното задължение на физическо лице или фирма. В други случаи това е укриване на данъци.
Документите съдържат имената на над 120 000 лица и фирми , сред които Принц Чарлз, Кралица Елизабет II, Президентът на Колумбия Мануел Сантос и държавния секретар за търговия на САЩ Уилбър Рос. Това е второто по големина изтичане на данни в историята, след Досиетата от Панама, състоящо се от 11,4 терабайта информация. 
До този момент Досиетата от Рая не са изнесли сведения за българския елит.